# Calymne relicta
Calymne relicta is een zee-egel uit de familie Calymnidae.
De wetenschappelijke naam van de soort werd in 1877 gepubliceerd door Charles Wyville Thomson.